# Chiesa di San Michele Arcangelo (Verona)
La chiesa di San Michele Arcangelo è un luogo di culto cattolico che sorge nel quartiere di San Michele Extra a Verona; si tratta di una chiesa parrocchiale facente parte del vicariato di Verona Nord Est nell'omonima diocesi.

## Storia
La primitiva chiesa di San Michele, una piccola cappella ad uso dei benedettini, fu edificata probabilmente tra VIII e IX secolo. Accanto a questa venne costruita nel XVI secolo una nuova chiesa in stile rinascimentale di maggiori dimensioni, edificio che fu poi ulteriormente ampliato nel 1609.
Intorno alla metà del Settecento questa seconda chiesa era già diventata troppo piccola per soddisfare le esigenze della popolazione e si decise, allora, di edificarne una nuova. L'attuale parrocchiale venne costruita su progetto del noto architetto veronese Adriano Cristofali tra 1755 il ed 1802: l'edificio, in stile neoclassico con pianta ad aula unica, conserva dell'antica chiesetta cinquecentesca il transetto, per mezzo del quale si accede all'adiacente cappella benedettina. Nel 1803, conclusi i lavori, il nuovo edificio chiesastico fu consacrato dal vescovo Giovanni Andrea Avogadro. Il campanile fu invece eretto dal veronese Giuseppe Barbieri tra il 1820 ed il 1880.
Nel 1987 e nel 2011 la chiesa fu oggetto di alcuni interventi di restauro, in particolare di tinteggiatura delle pareti interne, di sistemazione della copertura, di conservazione di alcuni affreschi interni e di restauro della facciata.

## Descrizione

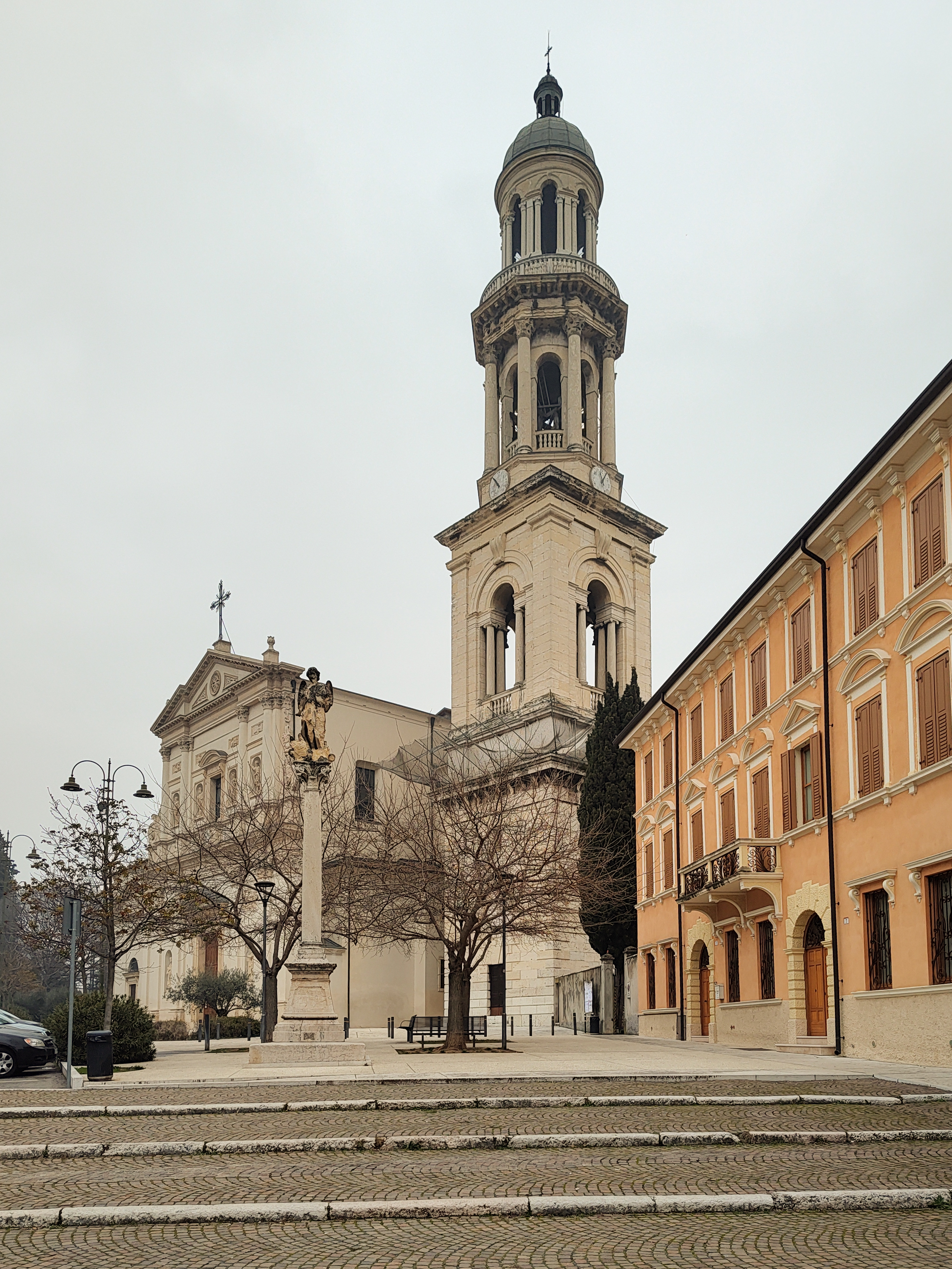
Il campanile della chiesa

La facciata, in stile neoclassico, è orientata verso occidente e caratterizzata da due ordini: quello inferiore con sei paraste corinzie che reggono l'architrave che divide la facciata nelle due fasce e che incorniciano il portale d'ingresso, ai cui lati si aprono delle nicchie con le statue dei Santi Pietro e Paolo; quello superiore con quattro semicolonne corinzie che poggiano su zoccolature, reggono la trabeazione e inquadrano una finestra, sui cui lati, sempre entro nicchie, si trovano le statue di San Sebastiano, San Benedetto, Santa Scolastica e San Rocco. Questi due ordini sono raccordati tramite due volute, mentre in alto chiude il prospetto il timpano con cornice dentata.
L'imponente campanile a pianta quadrata è situato sul fianco destro della facciata, caratterizzato da un scandito su due livelli che sono separati tramite una cornice marcapiano. L'ordine superiore del fusto si contraddistingue per la presenza di quattro serliane, una per ogni lato. Sopra di questo secondo livello si imposta la cella campanaria a pianta ottagonale, su cui si aprono otto monofore incorniciate da otto colonne di ordine corinzio. Sopra la cella si trova un'ulteriore struttura, in questo caso a pianta circolare, dotata sempre di otto monofore ma in questo caso sostenute da colonnine ioniche, che a sua colta sostiene la piccola cupola terminale.
Fa parte del complesso, oltre all'edificio chiesastico, anche la sagrestia ubicata sul fianco settentrionale del presbiterio, la parte sopravvissuta dell'edificio cinquecentesco e l'antica cappella romanica, e l'oratorio che si trova sul fianco settentrionale della navata. La pianta della chiesa è ad aula a navata unica rettangolare con sei cappelle laterali, terminante in un presbiterio rialzato di cinque gradini rispetto al resto dello spazio. Le pareti interne sono scandite da lesene e semicolonne di ordine composito, reggenti la trabeazione su cui si imposta una volta a botte in incannucciato, con testate a padiglione e unghie laterali, decorata con dipinti di Guido e Attilio Trentini. Il presbiterio è invece coperto da una cupola ribassata e affrescata con una Trinità con S. Michele Arcangelo, opera di Angelo Recchia.